# Lethata anophthalma
Lethata anophthalma es una especie de polilla del género Lethata, orden Lepidoptera.
Fue descrita científicamente por Meyrick en 1931.

## Descripción
Su envergadura es de 24 mm.

## Distribución
Se encuentra en Brasil, Venezuela, Bolivia, Paraguay, Argentina, Guayana Francesa y Guyana.